# Handball-Vierländerturnier 1977
Das Vierländerturnier  war ein internationales Frauenhandballturnier, das 1977 in Reykjavík stattfand. Island-B ersetzte die amerikanische Nationalmannschaft, welche in letzter Minute abgesagt hatte. Die B-Nationalmannschaft bestand aus Frauen über 23 Jahren, welche nicht für die A-Nationalmannschaft ausgewählt worden sind.

## Schiedsrichter
| Kjartan Steinbach Karl Jóhannsson | Björn Kristjánsson Óli Olsen. |

## Tabelle
| Pl. | Land        | Sp. | S | U | N | Tore    | Diff. | Punkte |
| --- | ----------- | --- | - | - | - | ------- | ----- | ------ |
| 1.  | Niederlande | 3   | 3 | 0 | 0 | 054:280 | +26   | 6      |
| 2.  | Island-B    | 3   | 2 | 0 | 1 | 037:350 | +2    | 4      |
| 3.  | Island      | 3   | 1 | 0 | 2 | 037:380 | −1    | 2      |
| 4.  | Färöer      | 3   | 0 | 0 | 3 | 022:490 | −27   | 0      |

## Spiele
Alle Zeiten in lokaler Zeit UTC±0.
| Freitag, 18. Februar 1977 20:00 Uhr | Island                          | 15 : 7  | Färöer                                       | Laugardalshöll, Reykjavík |
| Freitag, 18. Februar 1977 20:00 Uhr | meiste Tore: Guðmundsdóttir (5) | (7 : 3) | meiste Tore: Hanussardóttir & Joensen (je 2) | Laugardalshöll, Reykjavík |
| Freitag, 18. Februar 1977 20:00 Uhr |                                 |         |                                              | Laugardalshöll, Reykjavík |

| Freitag, 18. Februar 1977 21:00 Uhr | Niederlande | 16 : 10 | Island-B                         | Laugardalshöll, Reykjavík |
| Freitag, 18. Februar 1977 21:00 Uhr |             | (9 : 5) | meiste Tore: Sigsteinsdóttir (3) | Laugardalshöll, Reykjavík |
| Freitag, 18. Februar 1977 21:00 Uhr |             |         |                                  | Laugardalshöll, Reykjavík |

| Samstag, 19. Februar 1977 15:30 Uhr | Island                          | 12 : 13 | Island-B                         | Laugardalshöll, Reykjavík |
| Samstag, 19. Februar 1977 15:30 Uhr | meiste Tore: Guðmundsdóttir (4) | (8 : 6) | meiste Tore: Sigsteinsdóttir (7) | Laugardalshöll, Reykjavík |
| Samstag, 19. Februar 1977 15:30 Uhr |                                 |         |                                  | Laugardalshöll, Reykjavík |

| Samstag, 19. Februar 1977 16:30 Uhr | Färöer                        | 8 : 20 | Niederlande                          | Laugardalshöll, Reykjavík |
| Samstag, 19. Februar 1977 16:30 Uhr | meiste Tore: Hansardóttir (4) |        | meiste Tore: Martens & de Kok (je 5) | Laugardalshöll, Reykjavík |
| Samstag, 19. Februar 1977 16:30 Uhr |                               |        |                                      | Laugardalshöll, Reykjavík |

| Sonntag, 20. Februar 1977 20:00 Uhr | Island-B                    | 14 : 7  | Färöer | Laugardalshöll, Reykjavík |
| Sonntag, 20. Februar 1977 20:00 Uhr | meiste Tore: Jónsdóttir (5) | (9 : 2) |        | Laugardalshöll, Reykjavík |
| Sonntag, 20. Februar 1977 20:00 Uhr |                             |         |        | Laugardalshöll, Reykjavík |

| Sonntag, 20. Februar 1977 21:00 Uhr | Island                   | 10 : 18 | Niederlande | Laugardalshöll, Reykjavík |
| Sonntag, 20. Februar 1977 21:00 Uhr | meiste Tore: Melsteð (3) | (2 : 7) |             | Laugardalshöll, Reykjavík |
| Sonntag, 20. Februar 1977 21:00 Uhr |                          |         |             | Laugardalshöll, Reykjavík |